# Rifugio Luigi Mambretti
Il rifugio Luigi Mambretti è un rifugio situato nel comune di Piateda (SO), nella valle di Caronno, nelle Alpi Orobie, a un'altitudine di 2004 m s.l.m.

## Storia
Il rifugio è stato dedicato dal CAI di Sondrio a Luigi Mambretti, morto sulla punta Scais nel 1923, a soli 27 anni. È stato prima ristrutturato negli anni settanta, successivamente ampliato nella parte posteriore nell'anno 2003.

## Ascensioni
- Pizzo Redorta - 3.038 m
- Punta Scais - 3.038 m
- Pizzo Rodes - 2.829 m
- Pizzo Brunone - 2.724 m

## Traversate
- Rifugio Donati - 2.504 m
- Rifugio Baroni al Brunone -  2.295 m